# Europski kup u brzom hodanju
Europski kup u brzom hodanju je europsko natjecanje u brzom hodanju uspostavljeno 1996. od strane Europske atletske organizacije. Natjecanje se održava svake druge godine (iznimka je bila 2001.), najčešće krajem travnja ili početkom, odnosno krajem svibnja.

## Gradovi domaćini
| Izdanje | Godina | Mjesto               | Država                 | Nadnevak                |
| ------- | ------ | -------------------- | ---------------------- | ----------------------- |
| 1.      | 1996.  | La Coruña            | Španjolska             | 20. travnja 1996.       |
| 2.      | 1998.  | Dudince              | Slovačka               | 25. travnja 1998.       |
| 3.      | 2000.  | Eisenhüttenstadt     | Njemačka               | 17. i 18. lipnja 2000.  |
| 4.      | 2001.  | Dudince              | Slovačka               | 19. svibnja 2001.       |
| 5.      | 2003.  | Čeboksari            | Rusija                 | 17. i 18. svibnja 2003. |
| 6.      | 2005.  | Miškolc              | Mađarska               | 21. svibnja 2005.       |
| 7.      | 2007.  | Royal Leamington Spa | Ujedinjeno Kraljevstvo | 20. svibnja 2007.       |
| 8.      | 2009.  | Metz                 | Francuska              | 24. svibnja 2009.       |
| 9.      | 2011.  | Olhão                | Portugal               | 22. svibnja 2011.       |
| 10.     | 2013.  | Dudince              | Slovačka               | 19. svibnja 2013.       |
| 11.     | 2015.  | Murcia               | Španjolska             | 17. svibnja 2015.       |

## Rekordi

### Muškarci
| Disciplina                   | Rekord    | Atletičar           | Država  | Nadnevak          | Natjecanje                 | Bilješka |
| ---------------------------- | --------- | ------------------- | ------- | ----------------- | -------------------------- | -------- |
| 20 km brzo hodanje           | 1:18:29 h | Robert Korzeniowski | Poljska | 17. lipnja 2000.  | Eisenhüttenstadt 2000.     |          |
| 50 km brzo hodanje           | 3:40:57 h | Vladimir Kanaykin   | Rusija  | 20. svibnja 2007. | Royal Leamington Spa 2007. |          |
| 10 km brzo hodanje (juniori) | 39:57 min | Andrey Ruzavin      | Rusija  | 21. svibnja 2005. | Miškolc 2005.              |          |

### Žene
| Disciplina         | Rekord    | Atletičar         | Država | Nadnevak          | Natjecanje   | Bilješka |
| ------------------ | --------- | ----------------- | ------ | ----------------- | ------------ | -------- |
| 20 km brzo hodanje | 1:26:15 h | Elmira Alembekova | Rusija | 17. svibnja 2015. | Murcia 2015. |          |
| 10 km brzo hodanje | 43:10 min | Jelena Lašmanova  | Rusija | 21. svibnja 2011. | Olhão 2011.  |          |

## Vanjske poveznice
- Službena stranica